# Fujii Shelly
Fujii Shelly (藤井 シェリー 18 tháng 2 năm 1990  –) là một nữ diễn viên khiêu dâm người Nhật Bản. Cô sinh ra tại Tokyo.

## Sự nghiệp
Cô là một hāfu có bố là người Philippines và mẹ là người Nhật. Tên diễn của cô là ghép giữa Fujii Lena và SHELLY. Cô thuộc về công ti chủ quản Selection.
Lần đầu cô quan hệ tình dục là với bạn trai vào mùa hè năm 16 tuổi. Khi cô học đại học năm đầu, cô đã xem phim người lớn và cảm thấy ấn tượng bởi sự quyến rũ của một nữ diễn viên khiêu dâm, vì thế nên cô đã đặt mục tiêu vào ngành phim khiêu dâm.
Tháng 9/2008, cô ra mắt ngành phim khiêu dâm. Trước đó cô đã mở một trang blog chính thức "Itoshi no Sherry" (いとしのシェリー). Cô đã kí một hợp đồng độc quyền với Million, một hãng phim đang không có nữ diễn viên độc quyền nào lúc đó sau khi Asao Rika nghỉ việc. Ngày 17/11 cùng năm, cô ra mắt ngành phim khiêu dâm từ hãng "Mishin" với khẩu hiệu "Đẹp hơn người nổi tiếng".
24/3/2010, cô đã nhận giải Nữ diễn viên mới tại Giải thưởng truyền hình phim khiêu dâm Sky PerfecTV! 2010 của Sky PerfecTV!. Tháng 7 cùng năm, cô cùng Asakura Yū và Ōishi Nozomi thành lập nhóm thần tượng "Million Girls 2010".
Năm 2011, cô cùng với Kasumi Kaho, Otsuka Saki, Saeki Nana, Mizuno Tsukasa và Hoshizuki Mayura đã xuất hiện trong cuốn sách "Trái tim trần" (裸心) (Tóm tắt câu chuyện của một nữ diễn viên khiêu dâm đến khi cô bắt đầu làm việc theo văn tiểu thuyết).
Cô đã dừng đăng bài cập nhật lên blog chính thức vào ngày 14/10/2012 và Twitter vào ngày 4/12/2012. Ngày 31/12/2012, đại diện của KMP vào thời điểm đó Kita Akio đã thông báo rằng "Cô có một hợp đồng để diễn, tuy nhiên vì một lí do nào đó việc ghi hình không thể diễn ra". Cô đã gần như dừng hoạt động.
2/9/2014, một trang blog và Twitter mới của cô đã được lập, và bài đăng trên blog nói rằng tên diễn của cô đã đổi thành "Shelly". Ngoài ra, cô cũng đã chuyển văn phòng chủ quản sang Roseo. Ngày 19/10, phim đầu tiên sau khi cô trở lại ngành được phát hành, và cô tiếp tục hoạt động với tư cách nữ diễn viên độc quyền của Idea Pocket.
Từ tháng 7/2015, cô trở thành nữ diễn viên độc quyền của Wanz Factory. Trong một số phim, tên diễn của cô được viết bằng các chữ katakana "シェリー" thay vì chữ Latinh.
28/2/2016, cô đã thông báo nghỉ việc nữ diễn viên khiêu dâm tại một sự kiện.

## Đời tư
- Món cô yêu thích: xoài, chuối, sô-cô-la, ramen, bia
- Món cô không thích: hành lá, ếch
- Vật nuôi: Alice (Chó cái giống Cavalier, là con của chú chó Cavalier của  một người bạn, sinh ngày 2/6)
- Sở thích: xem phim, đan len
- Hình mẫu cô yêu thích là một người có cơ thể mạnh mẽ và có cá tính.[8]
- Cô bị dị ứng với tôm.